# Kawanishi E7K

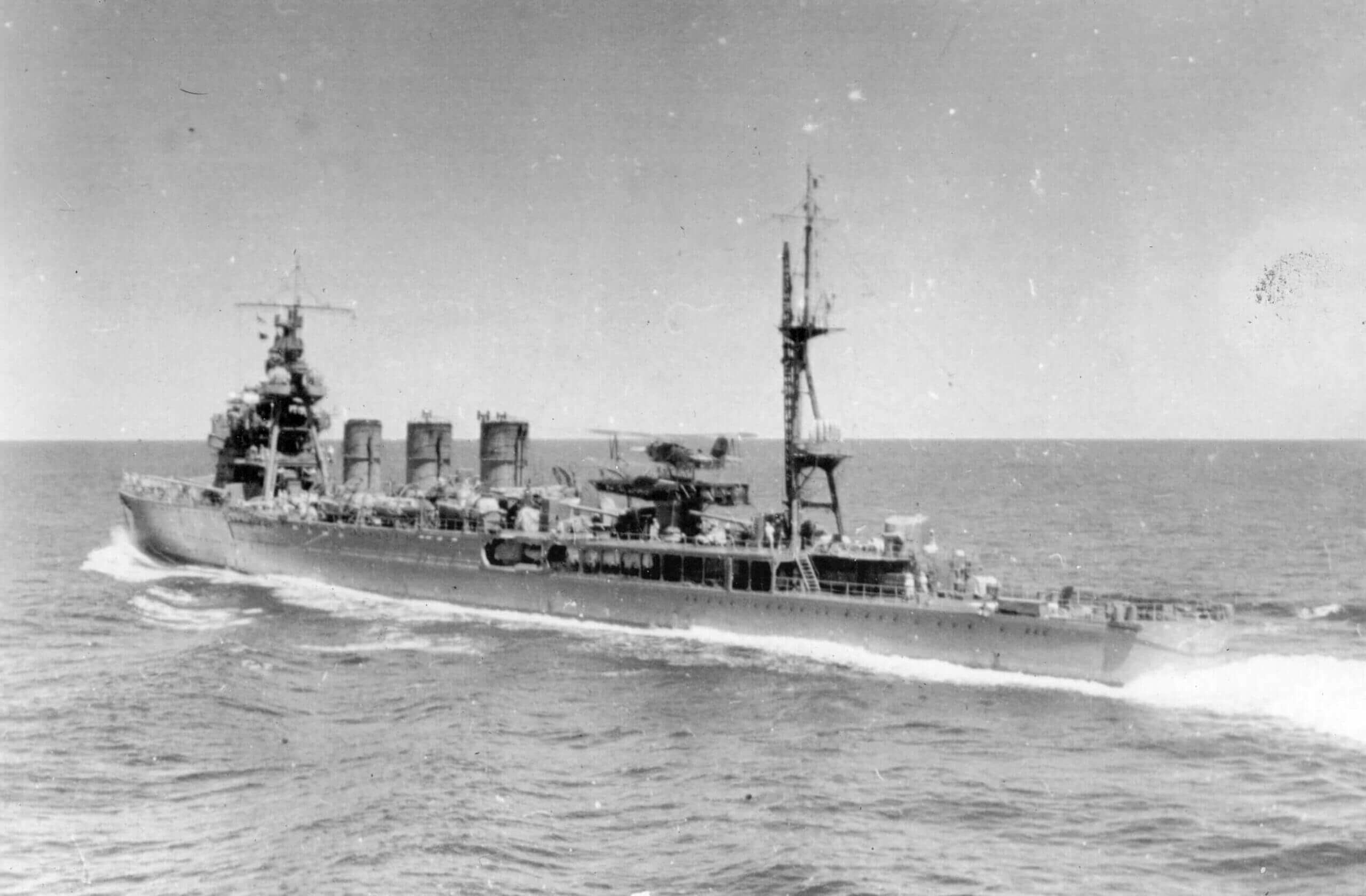
Der Leichte Kreuzer Abukuma 1941 mit einer E7K auf seinem Katapult

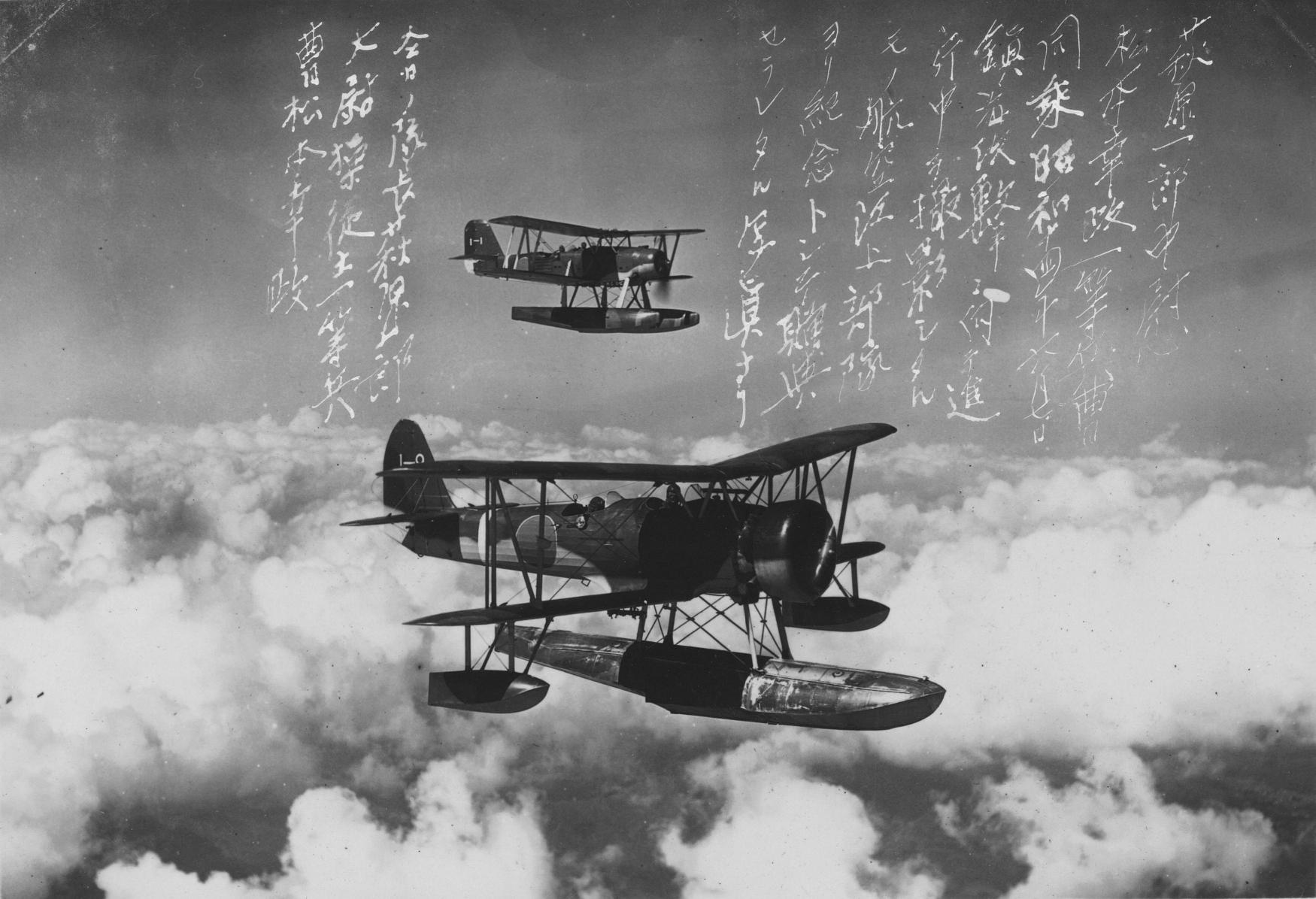
Flug eines Typ-94-Aufklärers E7K2 im Hintergrund gemeinsam mit einem Typ-95-Aufklärer Nakajima E8N im Vordergrund

Die Kawanishi E7K (alliierter Codename „Alf“) war ein für Aufklärungszwecke konstruiertes Wasserflugzeug der Kaiserlich japanischen Marine im Zweiten Weltkrieg. Die Kaiserliche Marine führte das Flugzeug als Marine Typ 94 Seeaufklärer (jap. 九四式水上偵察機).

## Geschichte
Die Kaiserlich japanische Marine schrieb 1932 einen Auftrag für die Entwicklung eines neuen, schiffsgestützten Wasserflugzeuges für Aufklärungszwecke aus. Kawanishi entwickelte die E7K1, ausgestattet mit einem W-Motor Typ 91 mit 441 kW (600 PS). Die Marine erprobte das Muster vom Februar 1933 an und entschied sich, die E7K1 zu bestellen. Ab 1935 wurde der Flugzeugtyp bei den Streitkräften eingeführt. Ab 1938 wurden die von der Firma Hiro produzierten Motoren in einem neuen Baulos mit der Bezeichnung E7K2 wegen mangelnder Zuverlässigkeit durch Sternmotoren der Firma Mitsubishi mit 649 kW (870 PS) ersetzt. Der so überarbeitete Typ wurde als Marine Typ 94 Seeaufklärer Model 2 eingeführt.
Im Pazifikkrieg war die E7K dem Dienst an der Front nicht gewachsen und wurde ab 1943 nur noch bei rückwärtigen Einheiten verwendet.

## Technische Daten E7K1
| Kenngröße             | Daten |
| --------------------- | --- |
| Besatzung             | 3 (Pilot/Funker/Beobachter) |
| Länge                 | 10,50 m |
| Spannweite            | 14 m |
| Höhe                  | 4,73 m |
| Flügelfläche          | 43,6 m² |
| Leermasse             | 1970 kg |
| Startmasse            | 3000 kg |
| Triebwerk             | ein Hiro-12-Zylinder-W-Motor mit 600 PS (441 kW) bei 2100/min |
| Propeller             | ein Vierblatt-Propeller (Holz) |
| Höchstgeschwindigkeit | 259 km/h in 2000 m Höhe |
| Gipfelhöhe            | 6520 m |
| Bewaffnung            | ein vorwärts feuerndes, fest montiertes 7,7-mm-Maschinengewehr ein rückwärts feuerndes, bewegliches 7,7-mm-Zwillings-Maschinengewehr 2 × 60-kg-Bomben oder 4 × 30-kg-Bomben |

## Belege und Verweise